# Oued Fodda
Oued Fodda est une commune de la wilaya de Chlef en Algérie. Située à 20 km à l'est de la ville de Chlef, elle a été fondée en 1883, au confluent de l'Oued Fodda et du Chelif, et est traversée par la route nationale 4 et le chemin de wilaya 132.
Elle est entourée par des plantations d'orangers et d'oliviers.

## Administration et politique

### Les maires d'Oued-Fodda entre 1883 et 1962
- Julien Léger  1900-?
- Laurent Jaubert  (décédé en 1904)
- Albin Buteau 1900-1904
- Alexandre Friburger 1904-1908
- Pierre Nourry  1908-1912
- Gabriel Rencurel  1912-1919
- Gabriel Rencurel  1919-3/5/1925[2]
- Gabriel Rencurel  9/5/1929 [3]- ?
- Edmond Kauffman
- Louis Kauffman 1938- ?
- Nourry  en fonction en 1943

### Les maires entre 1962 et 2020
- Délégation spéciale 1962-1967(* Bélaïd  Ait Hamouda 1er maire après  l'indépendance. )
- Ahmed Kassoul 1967-1971
- Mohamed Boughesmar 1971-1975
- Dahmani Moussa Benyoucef 1975-1979 et 1979-1984
- Ahmed Kassoul 1984-1989
- Mohamed Mahdjoub Araibi 1988-1990
- Abdelkader Mekairi 1990-2002
- Dellali Bencherki 2002-2007
- Aballah Kidaouen 2007-2012
- Mohamed Tahraoui 2012-2017

## Sources, notes et références
1. ↑  « Wilaya de Chlef : répartition de la population résidente des ménages ordinaires et collectifs, selon la commune de résidence et la dispersion ». Données du recensement général de la population et de l'habitat de 2008 sur le site de l'ONS.
2. ↑  « Chronique régionale, Oued Fodda », Progrès d'Orléansville,‎ 30 avril 1925, P.2 (s://gallica.bnf.fr/ark:/12148/bpt6k5679158q/f2.item.r=oued%20fodda%20élections%20municipales.)
3. ↑  « Oued-Fodda, installation du conseil municipal », Le Progrès d'Orléansville,‎ 16 mai 1929, P.2 (lire en ligne)